# ジョージ・S・ロバートソン
サー・ジョージ・スチュアート・ロバートソン（Sir George Stuart Robertson KC FSA、1872年5月25日 - 1967年1月29日）は、イギリスの法廷弁護士、公務員、テニス選手、考古学者である。1896年アテネオリンピックにテニス選手として出場した。

## 生涯
1872年5月25日にロンドンで生まれた。ウィンチェスター・カレッジとオックスフォード大学ニュー・カレッジで教育を受け、1894年にギリシャ語の詩でゲイスフォード賞を、ハンマー投でオックスフォード・ブルーを受賞した。
1896年、アテネで開催される第1回近代オリンピックの広告がロンドンの旅行代理店に掲げられているのを見て、「ギリシャの古典は専攻している分野だったので、オリンピックに挑戦せずにはいられなかった」と思ったと後に語っている。ロバートソンは11ポンドを支払って、オリンピックに出場するためにアテネに渡った。現地に到着して、最も得意とするハンマー投の競技がないことを知り、落胆した。そこで、その代わりに砲丸投と円盤投に出場した。円盤投では、25.20メートルを投げて4位となったが、これは、オリンピックの円盤投における最低記録である。
その後、テニスにも出場した。シングルでは第1回戦でギリシャのコンスタンチノス・パスパティスと対戦して敗れ、13人出場した中で同率8位の最下位となった。ダブルスでは、オーストラリアのエドウィン・フラックとペアを組んだ。初戦を突破して準決勝に進み、3位以内が確定した。準決勝ではディオニシオス・カスダリス（エジプト）、ディミトリオス・ペトロコキノス（ギリシャ）組に敗れ、3位となった。
閉会式では、ロバートソンが古代ギリシア語で自作したスポーツを称える讃歌を朗読し、この功績によりギリシャ国王ゲオルギオス1世から月桂冠が贈られた。
1899年にミドル・テンプルで弁護士となった。1912年から1937年まで友愛協会の登録長官、1923年から1937年まで簡易生命保険長官を務めた。また、プルデンシャル生命保険の取締役でもあった。
1928年に爵位を授与された。
1967年1月29日にロンドンで死去した。